# Hugo Schütz von Holzhausen

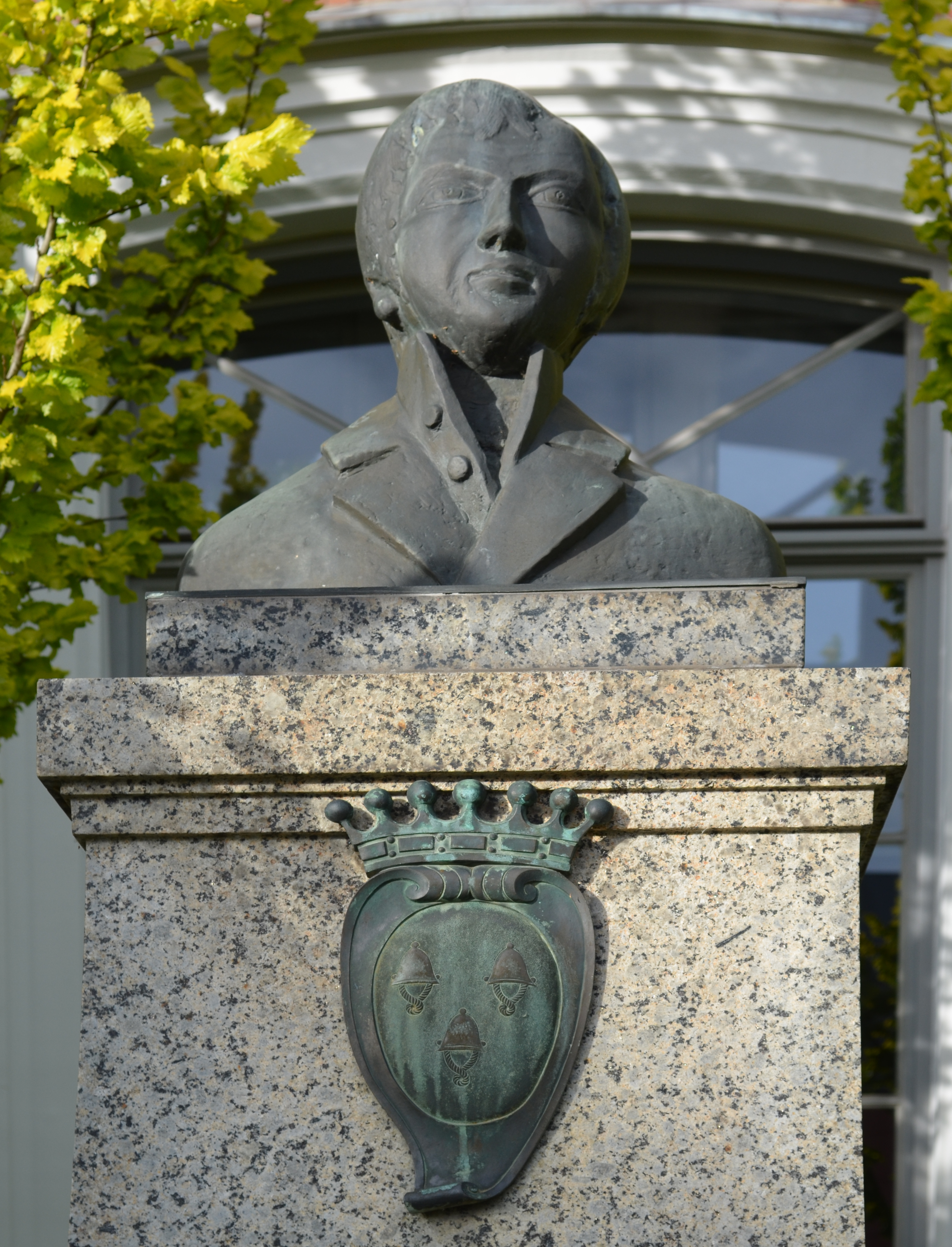
Büste von Hugo Schütz von Holzhausen

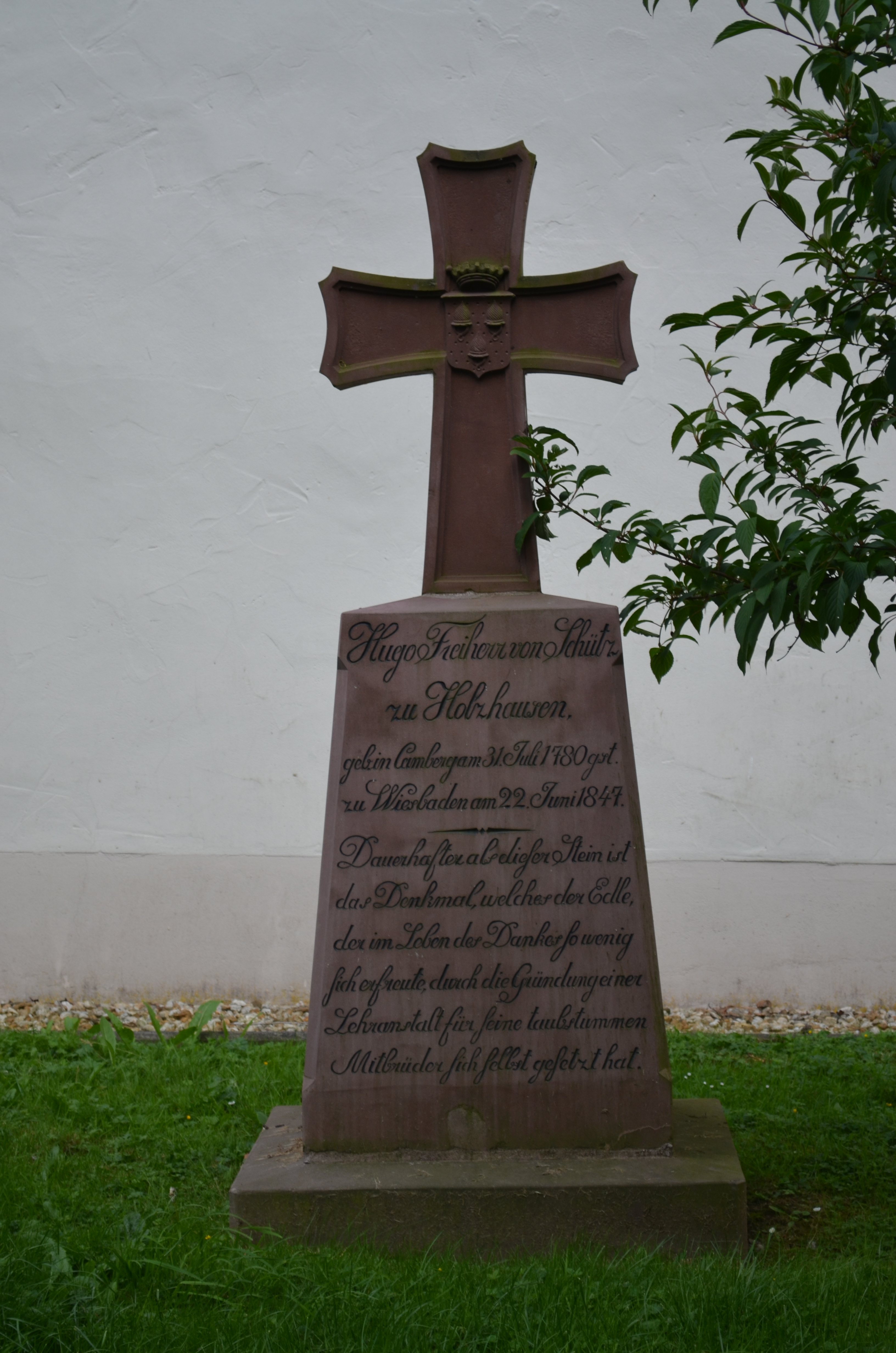
Gedenkkreuz für Hugo Schütz von Holzhausen hinter der Hohenfeld-Kapelle

Hugo Damian Ignatz Freiherr Schütz zu Holzhausen (* 31. Juli 1780 in Camberg; † 22. Juni 1847 in Wiesbaden) war Gründer der ersten Taubstummenschule im Herzogtum Nassau, der heutigen Freiherr-von-Schütz-Schule in Bad Camberg.

## Leben
Hugo Schütz von Holzhausen war der Sohn der Camberger Oberamtmanns Benedikt Schütz von Holzhausen (1729–1794) und dessen Frau Anna Lioba geborene Freiin von Hohenfeld. Seit dem 6. Lebensmonat war er aufgrund einer Krankheit gehörlos. Dieses Schicksal teilte er mit drei seiner Brüder (insgesamt hatten die Eltern 22 Kinder).
Da der Vater ein wohlhabender Mann war, hatte Hugo das Glück, 1788 bis 1797 das 1779 gegründete Wiener Institut für Taubstumme besuchen zu können. Er eignete sich dort im Unterricht von Johann Friedrich Stork und Joseph May neben der Gebärdensprache die Schriftsprache und eine allgemeine Bildung an. Gemeinsam mit seinem Bruder, dem Diplomaten Friedrich August Schütz von Holzhausen, unternahm er Reisen durch Europa.
Zurückgekehrt nach Camberg unterrichtete er seine drei gehörlosen Brüder. Seine Fähigkeit sprach sich herum, und so erreichten ihn bald Anfragen, ob er nicht weitere Schüler unterrichten könnte. 1810 nahm er mit Philipp Schickel aus Würges den ersten Schüler auf. 1818 besuchten bereits 18 Kinder sein Privat-Institut. Die Unterrichtsräume waren im Amthof.
Im Herzogtum Nassau bestand zum Zeitpunkt der Gründung des Privat-Instituts des Freiherren Schütz von Holzhausens keine weitere Schule für Gehörlose. Am 13. August 1819 wurde daher von der Herzoglichen Landesregierung dem Staatsministerium empfohlen, das Institut in ein "Herzoglich-Nassauisches Institut für Taubstumme" umzuwandeln. Diesem Vorschlag wurde gefolgt, und mit Rescript vom 9. November 1819 wurde das "Herzoglich-Nassauisches Institut für Taubstumme" eingerichtet. Hugo Schütz von Holzhausen wurde (unbesoldeter) Direktor der Schule und zum Hofrat ernannt.
Die Eröffnung fand am 15. Juni 1820 statt. Bereits im ersten Jahr stieg die Zahl der Schüler von 12 auf 25.
Während die Schule wuchs, änderte sich die pädagogische Lehre. Während es Ende des 18. Jahrhunderts üblich war, dass Gehörlose Gehörlose in Gebärdensprache unterrichteten, wurde nun in den Mittelpunkt des pädagogischen Konzeptes gestellt, die Schüler trotz ihrer Behinderung in der Lautsprache zu unterrichten. Naturgemäß konnte Hugo Freiherr Schütz von Holzhausen mangels eigener Sprachfähigkeit dieses nicht leisten. 1828 bat er um Entlassung aus dem Amt aufgrund „geschwächter Gesundheit“. Die herzogliche Regierung entsprach diesem Wunsch am 22. März 1828. Er wurde jedoch ohne Pensionsansprüche entlassen.
1820 heiratete er in Idstein Margarete Abel (* 7. März 1788 in Limburg; † 10. März 1840) die Tochter des Wilhelm Abel und der Klara Weimer. Der gemeinsame Sohn Friedrich Damian Schütz von Holzhausen (1821–1853) wurde 1848 und 1852 kurzzeitig nassauischer Landtagsabgeordneter. Sein zweiter Sohn Kuno Damian von Schütz-Holzhausen (1825–1883) wurde als Forschungsreisender und Gründer einer deutschen Kolonie in Peru bekannt.
Nach dem Ausscheiden aus der Schule lebte er noch 20 Jahre als Rentner. Sein Grab befindet sich auf dem Hauptfriedhof in Wiesbaden.

## Ehrungen
Die Freiherr-von-Schütz-Schule ist nach ihm benannt.

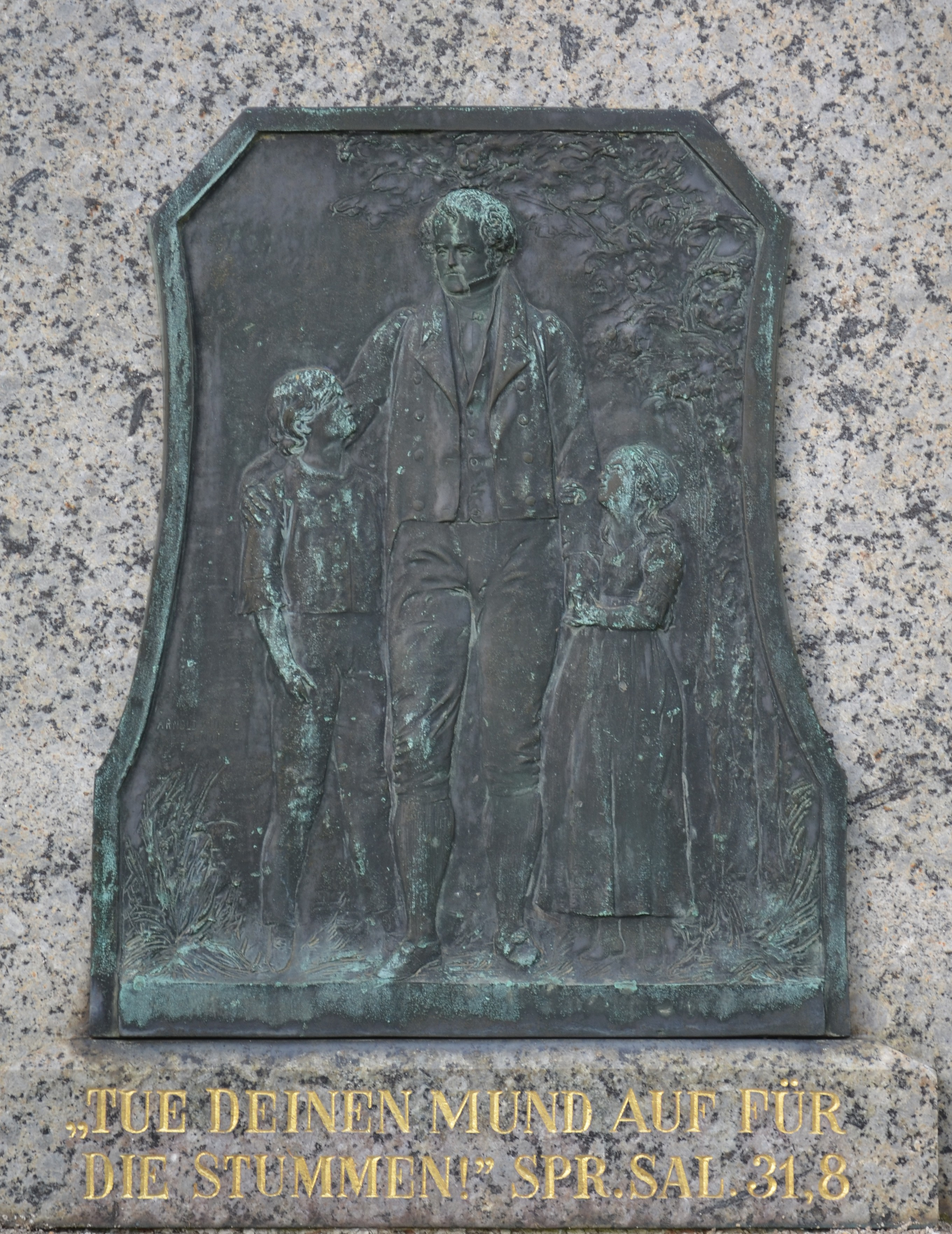
Bronzerelief am Denkmal für Hugo Freiherren von Schütz von Holzhausen

1903 wurde dem Schulgründer ein Denkmal gesetzt. Es besteht aus einem Granitsockel, an dem ein Bronzerelief angebracht ist und die von einer Büste des Freiherren gekrönt wird. Die Büste ging in den Wirren des Zweiten Weltkriegs 1943 verloren. Es wurde nach dem Krieg durch eine neue Büste ersetzt. Die Tafel zeigt Schütz als Lehrer, zu dem ein Junge und ein Mädchen aufschauen. Die Inschrift zitiert Spr. Sal. 31, Vers 8:

„Tue deinen Mund auf für die Stummen“